# Smalle theeplant
De smalle theeplant (Gymnocoronis spilanthoides) is een snelgroeiende plant uit de (sub)tropische moerassen van Mexico tot Argentinië (helofyt). De stengel is hoekig en hol, tot een duim dik. De bladschijf is tot 9 cm lang en gesteeld. De bladeren zijn ovaalvormig en tot 23 cm groot met getande bladranden. De plant wordt 30-60 cm hoog. De plant wordt veel gebruikt in het aquarium, maar dit is verboden binnen de Europese Unie (zie onder).

## Invasieve uitheemse soort
De plant komt als invasieve neofyt voor, onder andere in Australië en is eind 2019 ook in de Nederlandse natuur aangetroffen. De soort is komt niet voor in het wild in België. 
Sinds 15 augustus 2019 staat deze soort op de lijst van invasieve uitheemse soorten die zorgwekkend zijn voor de Unie. Bijgevolgd is bezit, handel, kweek, transport en import van deze soort verboden in de hele Europese Unie.